# مارسل رایشوین
مارسل رایشوین (انگلیسی: Marcel Reichwein؛ زادهٔ ۲۱ فوریهٔ ۱۹۸۶) بازیکن فوتبال اهل آلمان است.
از باشگاه‌هایی که در آن بازی کرده‌است می‌توان به باشگاه فوتبال روت وایس اهلن، باشگاه فوتبال یان رگنسبورگ، باشگاه فوتبال وی‌اف‌آر آلن، و باشگاه فوتبال قوت-وایس ارفورت اشاره کرد.